# Barranco de Anosma
El Barranco de Anosma es un barranco de la vertiente oriental del macizo de Anaga, situado en la cuenca hidrográfica o valle homónimo, en la isla de Tenerife —Canarias, España—.

## Toponimia
El término Anosma es de procedencia guanche, significando según algunos autores '(lugar) fresco, agradable'.
En sus tramos superiores, el Barranco de Anosma recibe también los nombres de Barranco de la Piedra la Haya y Barranco del Corral Viejo.

## Características
Nace en la Hoya de los Llanetes, a 794 m s. n. m. en las cumbres cubiertas de vegetación de Anaga, y desemboca en la Playa de Anosma tras recorrer una longitud de 5.734 m y de recibir el aporte de numerosos barranquillos.
La Playa de Anosma se localiza en la desembocadura del barranco, tratándose de una pequeña cala de callaos muy peligrosa para el baño debido al oleaje. Sólo se puede llegar a ella a pie.

## Aspectos humanos
Administrativamente pertenece a la localidad de Lomo de Las Bodegas del municipio de Santa Cruz de Tenerife, estando todo su recorrido incluido en el espacio protegido del parque rural de Anaga y parte en la reserva natural integral de Ijuana.
En las laderas de su tramo superior se localizan los caseríos de Lomo de Las Bodegas y La Cumbrilla, esta última en el interfluvio del Barranco de Anosma con el de Chamorga.
Cerca de la desembocadura del Barranco de Anosma se produjo en 1898 el naufragio del vapor francés Flachat, al colisionar la nave contra las rocas de la costa debido a la poca visibilidad.